# جايمي كاسترو كاسترو
جايمي كاسترو كاسترو (بالإسبانية: Jaime Castro Castro) هو دبلوماسي ومحامي ورجل دولة وسياسي كولومبي، ولد في 28 مارس 1938 في كولومبيا. حزبياً، نشط في الحزب الليبرالي الكولومبي.

## مناصب
- انتخب Minister of Justice and Law of Colombia ‏ (13 أبريل 1973 – 7 أغسطس 1974).
- انتخب وزير داخلية كولومبيا.
- انتخب عمدة بوغوتا [الإنجليزية]‏.
- انتخب عضو مجلس الشيوخ في كولومبيا.